# Чарлі та його оркестр
Чарлі та його оркестр (англ. Charlie and his Orchestra, також відомий як «Темплінський оркестр», англ. Templin band та «Бруно і його свінґуючі тигри», англ. Bruno and His Swinging Tigers) — джаз-банд у стилі свінг, який існував за підтримкою нацистів. У той час як в самій Німеччині джаз розглядався владою як музика, що не відповідала «патріотичним» канонам, хоча відверто і не заборонявся, музичні номери, що їх виконував оркестр «Чарлі…», використовувались у радіопередачах, направлених на Сполучені Штати Америки та Велику Британію.
Британські слухачі могли почути музику «Чарлі…» кожної середи та суботи близько 9 години вечора. Дослідження, проведене BBC після війни, показало, що принаймні 26.5 % британських слухачів хоча б одного разу слухали програми з Німеччини. Також міністерство пропаганди Ґеббельса розповсюджувало платівки з записами оркестра 78 rpm у таборах військовополонених та на окупованих територіях.
Багато з учасників гурту з успіхом продовжили музичну кар'єру після війни. Співак Карл Шведлер ("Чарлі") емігрував до Сполучених Штатів 1960 року разом з сім'єю, але незабаром повернувся і помер 1970 року у Німеччині.

## Дивитись також
- Вільям Джойс
- Tokyo Rose[en]
- Дегенеративне мистецтво
- Swing Kids[en]